# Abrahám
Pour les articles homonymes, voir Abraham (homonymie).
Abrahám (hongrois : Ábrahám) est un village de Slovaquie situé dans la région de Trnava.

## Histoire
Première mention écrite du village en 1266.

## Démographie

### Évolution de la population
| Année:               | 1994. | 2004.   | 2014.   | 2024.   |
| -------------------- | ----- | ------- | ------- | ------- |
| Nombre de personnes: | 1140  | 1079    | 1038    | 1112    |
| Différence:          |       | -5,35 % | -3,79 % | +7,12 % |

| Année:               | 2023. | 2024.   |
| -------------------- | ----- | ------- |
| Nombre de personnes: | 1125  | 1112    |
| Différence:          |       | -1,15 % |